# جريج هوجن
جريج هوجن (بالإنجليزية: Greg Haugen)‏ مواليد 31 أغسطس 1960 في أوبورن، هو ملاكم أمريكي سابق صنّف ضمن فئة الوزن الخفيف بدأ مسيرته الاحترافية سنة 1982. حقق بطولة الاتحاد الدولي للملاكمة.

## إحصائيات
خاض خلال مسيرته 53 نزالا، فاز في 40 وتعادل في 1 وخسر في 10. فاز بالضربة القاضية في 19 نزالا.

## روابط خارجية
- جريج هوجن على موقع بوكس ريك (الإنجليزية) (registration required)